# Gris de Payne
Pour les articles homonymes, voir Payne.
Le gris de Payne est un gris foncé, à tendance bleue, très utilisé notamment à l'aquarelle. Il est obtenu par mélange de plusieurs pigments.

Variations du gris de Payne

## Usage et propriétés
Pour ombrer, le noir neutre est peu agréable ; il donne l'impression de salir les couleurs. C'est que la perception de la nuance dépend de la luminosité (effet Bezold–Brücke).
Dans le paysage, les ombres éclairées par le bleu du ciel et le blanc des nuages, sont plus bleues que les parties atteintes par la lumière dorée du soleil.
En art, par un procédé éprouvé qui est devenu une convention, les ombres sont bleues. L'usage d'un gris-bleu violacé pour ombrer évite de tirer les jaunes vers le vert.

## Composition
L'aquarelliste anglais William Payne a mis au point son « gris de Payne » à la fin du XVIIIe siècle en dosant un mélange de bleu indigo, de terre de Sienne et de carmin d'alizarine.
Selon Church, à la fin du XIXe siècle, le gris de Payne se composait pour l'aquarelle d'indigo, de laque carminée et de noir d'ivoire et pour l'huile d'outremer artificiel, d'ocre et de noir d'ivoire. Ces formulations ne réagissent pas avec les autres couleurs avec lesquelles elles peuvent s'utiliser.
Aujourd'hui, le gris de Payne est généralement composé avec du noir de carbone PBk7 et du bleu outremer PB29.
Les marchands de couleurs offrent aussi des mélanges à base de noir de Mars PBk11, ou d'ivoire PBk9, et de bleus de phtalocyanine PB15) avec parfois une pointe de rouge d'oxyde de fer PR101, ou de magenta PV19.
Des encres grises dans des teintes froids similaires se trouvent sous le nom de « gris froid » (Ecoline), « gris nuage » (Herbin) ou « gris » tout court (Sennelier 701).